# Dean DeBlois
Dean Allan DeBlois (7 de junho de 1970) é um cineasta e animador canadense. Foi indicado ao Oscar de melhor filme de animação pela realização dos filmes How to Train Your Dragon e How to Train Your Dragon 2.

## Filmografia
- The Raccoons (1989)
- The Teddy Bears' Picnic (1989)
- The Nutcracker Prince (1990)
- Thumbelina  (1994) (layout artist)
- A Troll in Central Park (1994)
- Mulan (1998)
- Atlantis: The Lost Empire (2001)
- Lilo & Stitch (2002)
- Stitch! The Movie (2003)
- Lilo & Stitch: The Series (2003-2006)
- Lilo & Stitch 2: Stitch Has a Glitch (2005)
- Leroy & Stitch (2006)
- Heima (2007)
- Stitch! (2008–2015)
- How to Train Your Dragon (2010)
- Go Quiet (2010)
- How to Train Your Dragon 2 (2014)
- How to Train Your Dragon 3 (2019)

## Prêmios e indicações
- Indicado: Oscar de melhor filme de animação - How to Train Your Dragon 2 (2014)
- Indicado: Oscar de melhor filme de animação - How to Train Your Dragon (2010)